# Luiz Henrique (voetballer, 2001)
Luiz Henrique André Rosa da Silva (Petrópolis, 2 januari 2001) is een Braziliaans voetballer die doorgaans als rechtsbuiten speelt. Hij verruilde Real Betis in 2024 voor Botafogo. Hij maakte in 2024 zijn debuut voor het Braziliaans elftal.

## Clubcarrière
Luiz Henrique genoot zijn jeugdopleiding bij Fluminense. Hij maakte op 12 augustus 2020 zijn officiële debuut in het eerste elftal, in een competitiewedstrijd tegen Palmeiras (1–1). Trainer Odair Hellmann liet hem toen een kwartier voor tijd invallen. Luiz Henrique wisselde dat jaar invalbeurten af met steeds meer basisplaatsen. In de tweede seizoenshelft van 2021 stond hij inmiddels vrijwel elke wedstrijd aan de aftrap. Hij maakte dat jaar ook zijn debuut in de Copa Libertadores. Hierin bereikte zijn teamgenoten en hij de kwartfinale.
Luiz Henrique speelde in 2,5 jaar meer dan honderd officiële wedstrijden voor Fluminense. Hij tekende in juli 2022 vervolgens bij Real Betis. Dat betaalde, afhankelijk van de bron, zeven à acht miljoen euro voor hem. Luiz Henrique wisselde in zijn eerste seizoen in Spanje heel het jaar tussen bank en basis, zowel in de competitie als in de Europa League. Zijn eerste doelpunt in de Primera División was meteen goed voor de overwinning, tegen Rayo Vallecano.
Begin 2024 keerde hij terug naar Brazilië en tekende bij Botafogo.

## Clubstatistieken
| Seizoen | Club       | Competitie       | Competitie | Competitie | Beker | Beker | Internationaal | Internationaal | Totaal | Totaal |
| Seizoen | Club       | Competitie       | Wed.       | Dlp.       | Wed.  | Dlp.  | Wed.           | Dlp.           | Wed.   | Dlp.   |
| ------- | ---------- | ---------------- | ---------- | ---------- | ----- | ----- | -------------- | -------------- | ------ | ------ |
| 2020    | Fluminense | Série A          | 26         | 2          | 2     | 0     | —              | —              | 28     | 2      |
| 2021    | Fluminense | Série A          | 33         | 6          | 6     | 1     | 10             | 0              | 49     | 7      |
| 2022    | Fluminense | Série A          | 14         | 2          | 3     | 1     | 10             | 2              | 27     | 5      |
| 2022/23 | Real Betis | Primera División | 33         | 1          | 2     | 0     | 7              | 2              | 42     | 3      |
| Totaal  | Totaal     | Totaal           | 106        | 11         | 13    | 2     | 27             | 4              | 146    | 17     |

Bijgewerkt t/m 29 juli 2023.

## Interlandcarrière
Henrique werd in november 2020 samen met zijn toenmalige ploeggenoot Metinho uitgenodigd om mee te trainen met  Brazilië. Hij maakte zijn debuut voor de Seleção op 7 september 2024 in de WK-kwalificatiewedstrijd tegen Ecuador. Op 11 oktober 2024 maakte hij tegen Chili zijn eerste doelpunt.